# أوم مطلق
وحدة الأوم المطلق هو الوحدة الأساسية لسنتيجرامات المقاومة الكهربية في نظام الوحدات الكهرومغناطيسية.
وحدة الأوم المطلق تساوي 10−9 أي تساوي 1 نانو أوم؛ وذلك في نظام الوحدات الدولي SI. تلك الوحدة لا توجد في أي نظام آخر من أنظمة الوحدات الكهرومغناطيسية.
عندما يتدفق تيار كهربي شدته 1 أمبير مطلق (1 AbA)، من خلال مقاومة كهربائية مقدارها 1 أوم مطلق (1 AbO)؛ فإن فرق الجهد الناتج يكون 1 فولت مطلق (1 AbV).